# Троицкое (Восточно-Казахстанская область)
Троицкое (каз. Троицкое) — упразднённое село в Бородулихинском районе Восточно-Казахстанской области Казахстана. Ликвидировано в 2018 г. Входило в состав сельского округа Степной. Находится примерно в 38 км к западу от районного центра, села Бородулиха. Код КАТО — 633883400.

## Население
В 1999 году население села составляло 90 человек (42 мужчины и 48 женщин). По данным переписи 2009 года, в селе проживало 17 человек (9 мужчин и 8 женщин).